# Генерал Кантарджиево
Генера̀л Кантарджѝево е село в община Аксаково, област Варна, Североизточна България. Старото му име е Чавуш кьой.

## География
Намира се на 30 км североизточно от град Варна.

## История
През Османския период селото се нарича Чауш кьой. По време на румънското господство над Южна Добруджа крайграничното село попада в Кралство Румъния и е преименувано на Вънатори. На 20 юни 1929 е регистрирано нападение и опит за самоуправство от страна на румънски колонисти над жители на селото. От 27 юни 1942 г. селото е наречено Генерал Кантарджиево, в чест на генерал-лейтенант Тодор Кантарджиев.

## Население
Численост на населението според преброяванията през годините:
| \| Година на преброяване \| Численост \| \| --------------------- \| --------- \| \| 1934 \| 1139 \| \| 1946 \| 1226 \| \| 1956 \| 1266 \| \| 1965 \| 1190 \| \| 1975 \| 1015 \| \| 1985 \| 796 \| \| 1992 \| 583 \| \| 2001 \| 456 \| \| 2011 \| 390 \| \| 2021 \| 339 \| |           |
| Година на преброяване | Численост |
| 1934 | 1139      |
| 1946 | 1226      |
| 1956 | 1266      |
| 1965 | 1190      |
| 1975 | 1015      |
| 1985 | 796       |
| 1992 | 583       |
| 2001 | 456       |
| 2011 | 390       |
| 2021 | 339       |

### Етнически състав

#### Преброяване на населението през 2011 г.
Численост и дял на етническите групи според преброяването на населението през 2011 г.:
|                     | Численост | Дял (в %) |
| Общо                | 390       | 100.00    |
| Българи             | 377       | 96.66     |
| Турци               | ?         | ?         |
| Цигани              | –         | –         |
| Други               | 8         | 2.05      |
| Не се самоопределят | ?         | ?         |
| Неотговорили        | 2         | 0.51      |

## Религии
Местните жители са православни християни.

## Обществени институции
В кметството е обособена малка библиотека, работеща само сутрин. Пощата в селото функционира.

## Забележителности
Около селото има лозови масиви, от които се произвежда вино. Чужденци (предимно англичани и руснаци) са закупили къщи в селото, които използват за отдих и постоянно живеене. Климатът и близостта на селото до морските курорти го прави предпочитана дестинация. Кранево е на 9 км, Албена е на 13 км. Има видимост в хубаво време към Кранево и морето. Има чужденци, практикуващи селски туризъм, които посещават селото с джип сафари и микробуси през лятото.

## Редовни събития
Празникът на селото (събор) се провежда на центъра на селото на 2 юни или в първата следваща събота.